# Milano-Sanremo 2014
La Milano-Sanremo 2014, centocinquesima edizione della corsa, valida come quarta prova del circuito UCI World Tour 2014, si svolse il 23 marzo 2014 su un percorso di 294 km, con partenza da Milano ed arrivo a Sanremo. Fu vinta dal norvegese Alexander Kristoff, che terminò la gara in 6h55'56", alla media di 42,41 km/h.

## Squadre partecipanti

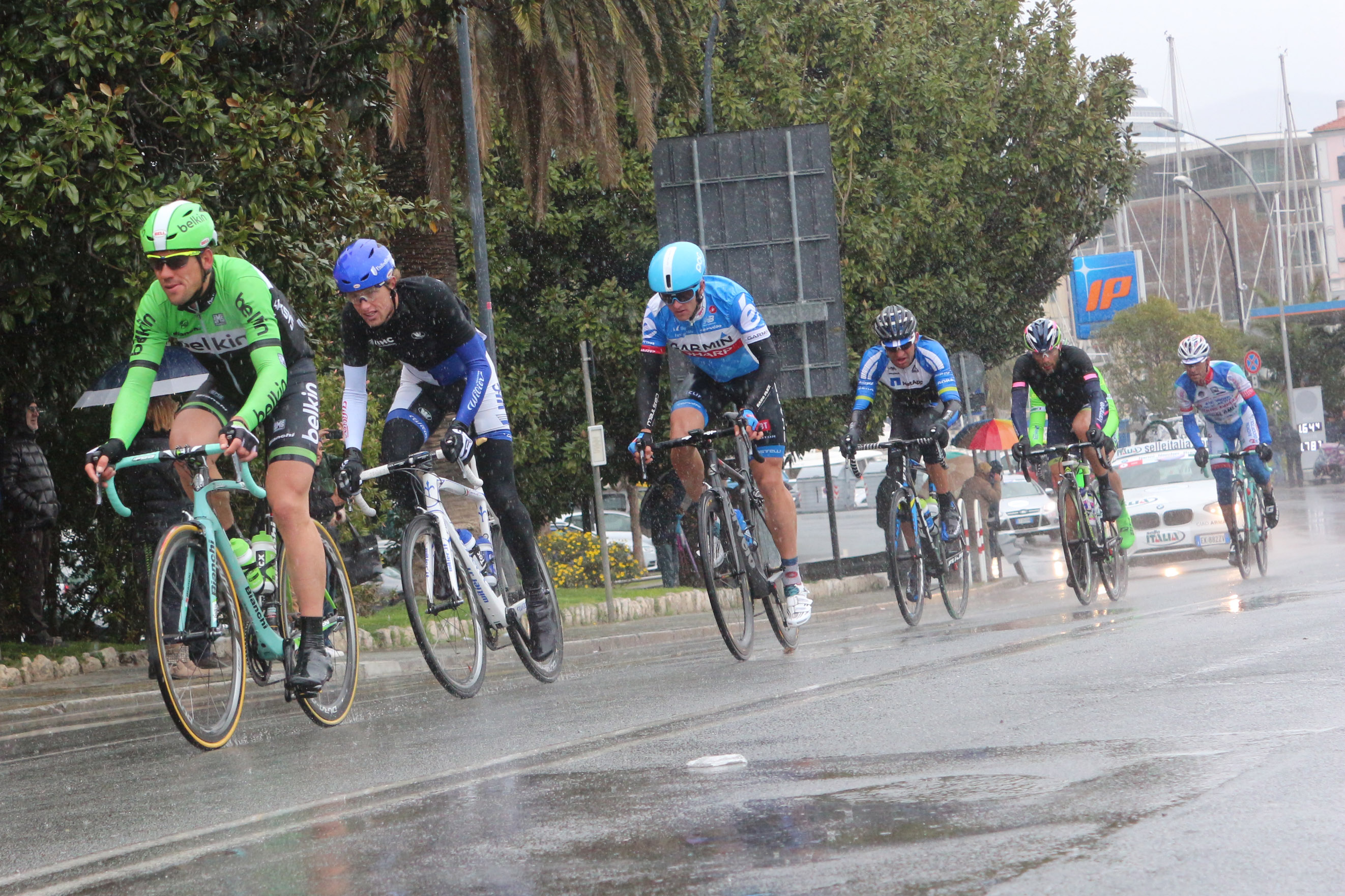
I sette fuggitivi (Maarten Tjallingii, Marc de Maar, Nathan Haas, Jan Bárta, Matteo Bono, Nicola Boem, Antonino Parrinello)...

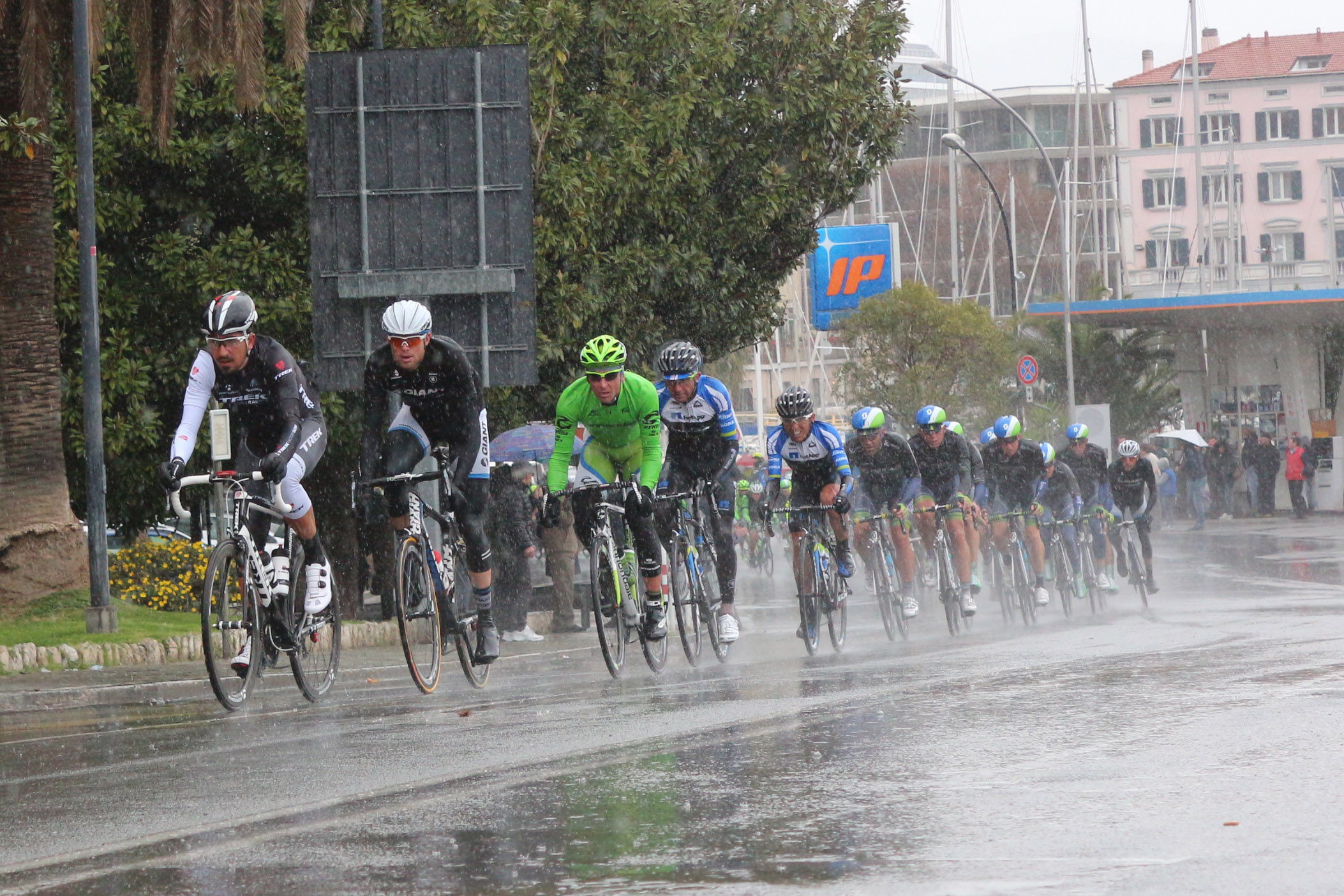
... e il gruppo all'altezza di Savona.

| N.      | Cod. | Squadra                      |
| ------- | ---- | ---------------------------- |
| 1-8     | MTN  | MTN-Qhubeka                  |
| 11-18   | ALM  | AG2R La Mondiale             |
| 21-28   | AND  | Androni Giocattoli-Venezuela |
| 31-38   | AST  | Astana Pro Team              |
| 41-48   | BAR  | Bardiani-CSF                 |
| 51-58   | BEL  | Belkin Pro Cycling Team      |
| 61-68   | BMC  | BMC Racing Team              |
| 71-78   | CAN  | Cannondale                   |
| 81-88   | FDJ  | FDJ.fr                       |
| 91-98   | GRS  | Garmin-Sharp                 |
| 101-108 | IAM  | IAM Cycling                  |
| 111-118 | LAM  | Lampre-Merida                |
| 121-128 | LTB  | Lotto-Belisol                |

| N.      | Cod. | Squadra                         |
| ------- | ---- | ------------------------------- |
| 131-138 | MOV  | Movistar Team                   |
| 141-148 | OPQ  | Omega Pharma-Quickstep          |
| 151-158 | OGE  | Orica-GreenEDGE                 |
| 161-168 | EUC  | Team Europcar                   |
| 171-178 | GIA  | Team Giant-Shimano              |
| 181-188 | KAT  | Team Katusha                    |
| 191-198 | TNE  | Team NetApp-Endura              |
| 201-208 | SKY  | Team Sky                        |
| 211-218 | TCS  | Tinkoff-Saxo                    |
| 221-228 | TFR  | Trek Factory Racing             |
| 231-238 | UHC  | UnitedHealthcare Pro Cycling T. |
| 241-248 | YEL  | Yellow Fluo                     |

## Ordine d'arrivo (Top 10)
| Pos. | Corridore          | Squadra       | Tempo    |
| ---- | ------------------ | ------------- | -------- |
| 1    | Alexander Kristoff | Katusha Team  | 6h55'56" |
| 2    | Fabian Cancellara  | Trek Factory  | s.t.     |
| 3    | Ben Swift          | Team Sky      | s.t.     |
| 4    | Juan José Lobato   | Movistar Team | s.t.     |
| 5    | Mark Cavendish     | Omega Pharma  | s.t.     |
| 6    | Sonny Colbrelli    | Bardiani-CSF  | s.t.     |
| 7    | Zdeněk Štybar      | Omega Pharma  | s.t.     |
| 8    | Sacha Modolo       | Lampre-Merida | s.t.     |
| 9    | Gerald Ciolek      | MTN-Qhubeka   | s.t.     |
| 10   | Peter Sagan        | Cannondale    | s.t.     |